# シナマーレ橋
シナマーレ橋（ディベヒ語: ސިނަމާލެ ބްރިޖް、英語: Sinamalé Bridge）は、モルディブのマーレ島、フルレ島、フルマーレ島を連結する海上橋で、中央のフルレ島を経由して3島を繋げている。全長1.39kmのこの橋は自動車2車線に加えてオートバイ車線と歩道があり、2018年8月30日に開通した。元来この橋は中国・モルディブ友好橋（英語: China–Maldives Friendship Bridge）あるいは中国・モルディブ友好大橋（簡体字中国語: 中国－马尔代夫友谊大桥 / 中马友谊大桥）と呼ばれていたが、それは中華人民共和国政府から資金提供を受けていたためである。シナマーレ橋はモルディブ初の離島架橋である。
マーレ島とフルレ島の2島を結ぶ橋の構想は2007年に初めて提起されて、2008年に当時の大統領マウムーン・アブドル・ガユームが再選を狙う大統領選挙で橋の建設を公約に掲げたことから広く議論されるようになった。対抗するモハメド・ナシード大統領候補と野党モルディブ民主党（MDP）は当初この案を批判していたが、後にマーレ島、フルレ島、フルマーレ島、ヴィリンギリ島、グリファル島を1基の橋で連結するという対抗公約を提示した。
大統領選挙ではナシード候補が勝利し、2011年12月20日、ナシード内閣は「国民に手頃な価格の住宅を提供し、その他の社会的問題を解決するため」首都マレの過密解消計画に基いてマーレ島とフルレ島を繋ぐ橋の建設を進めることを決定した、と政府の公式ウェブサイトで発表した。しかしながら、ナシード大統領が辞任したことにより一旦この計画は頓挫した。架橋計画がアブドゥラ・ヤミーン大統領によって2014年に再開された後、2018年に正式に開通した。
シナマーレ橋の建設費は2億1000万米ドルと見積もられており、うち1億2600万米ドルは中華人民共和国政府が無償資金協力として支払うことになっている。
中国港湾工程（CHEC）が主要な元請業者で、同社はマレーシアのスルタン・アブドゥル・ハリム・ムアザム・シャー橋を建造したことで知られている。